# Supergravité maximale
Une théorie de supergravité maximale en dimension N est une théorie de supergravité possédant un nombre maximal de supersymétries pour cette dimension sous la contrainte de ne pas contenir de champ de spin supérieur à 2 (le graviton étant un champ de spin 2). On peut montrer que la dimension maximale pour une telle théorie est 11. Il a été montré par ailleurs que pour cette dimension il existe en fait une unique théorie de supergravité maximale. Elle a été formulée en 1978 par Cremmer, Julia et Scherk. En dimension plus petite que 11, les théories de supergravité maximales s'expriment comme réduction dimensionnelle (on dit aussi compactification) de la supergravité à 11 dimensions sur des tores de différentes dimensions.
En 1995 il a été proposé par Witten que la théorie de supergravité maximale à 11 dimensions soit la limite classique d'une théorie quantique, non encore formulée, appelée théorie M qui aurait la propriété de connecter de façon continue les différentes théories de supercordes.